# Ninth Bridgewater Treatise
O Ninth Bridgewater Treatise foi publicado pelo matemático e inventor Charles Babbage em 1837 como uma resposta aos oito Bridgewater Treatises financiados pelo Conde de Bridgewater, Francis Henry Egerton, 8.º conde. Os *Bridgewater Treatises* foram escritos por oito cientistas e pretendiam "apoiar cientificamente a crença na existência de uma divindade". Babbage não foi um dos cientistas convidados, e o Ninth Bridgewater Treatise foi, portanto, uma continuação não autorizada da série.
O livro respondeu especificamente a uma citação do volume de William Whewell na série original, que aparece como um epígrafe na página de rosto do livro de Babbage. Whewell descartava os "filósofos mecânicos e matemáticos" como irrelevantes nas discussões sobre o universo. Babbage argumentou que, ao contrário, sua experiência programando a máquina analítica, um dos primeiros computadores, o permitia conceber um Deus capaz de projetar um mundo complexo e programado.
A obra é um exemplo de teologia natural, uma tentativa de reconciliar ciência e religião, e incorpora trechos de correspondência relacionada entre John Herschel e Charles Lyell. Babbage defendia a tese de que Deus possuía a onipotência e a previsão necessárias para criar como um legislador divino. Acadêmicos notaram que o Deus de Babbage se assemelha a um programador de computador, não muito diferente do próprio Babbage. A crítica literária Lanya Lamouria resume esse ponto dizendo: "em vez de interferir na criação, a divindade possui a suprema 'previsão' de codificar as aparentes adaptações e desvios no universo desde o início."
No Ninth Bridgewater Treatise, Babbage tratou da relação entre interpretações da ciência e da religião; por um lado, ele insistia que "não existe colisão fatal entre as palavras das Escrituras e os fatos da natureza"; por outro lado, escreveu que o Livro do Gênesis não deveria ser lido literalmente em termos geológicos. Contra aqueles que diziam que havia um conflito, ele escreveu "que a contradição que imaginaram não pode ter existência real, e que, enquanto o testemunho de Moisés permanece irrepreensível, também podemos ser autorizados a confiar no testemunho de nossos sentidos".
Babbage dedica um capítulo à resposta ao filósofo David Hume, que em Of Miracles definiu um milagre como "uma violação de uma lei da natureza". Em vez de "desvios das leis atribuídas pelo Todo-Poderoso", Babbage via os milagres como "o cumprimento exato de leis muito mais extensas do que aquelas que supomos existir". Nas palavras de Lanya Lamouria, Babbage reformula os milagres como "eventos que seguem regras pré-programadas que são complexas demais para a compreensão humana".
Babbage propõe no Treatise que o mundo material é um meio que registra todos os sons proferidos ou ações realizadas. O mundo "é uma vasta biblioteca, cujas páginas estão para sempre escritas com tudo o que o homem já disse ou a mulher sussurrou (...) o ar que respiramos é o historiador infalível dos sentimentos que expressamos; terra, ar e oceano são as testemunhas eternas dos atos que praticamos”. Acadêmicos argumentam que isso inspirou Charles Dickens em sua representação da memória como algo coletivo em David Copperfield e Edgar Allan Poe, cujo personagem Agathos, em "The Power of Word", afirmava que esses vestígios poderiam ser decodificados matematicamente.
Seth Bullock argumenta que a descrição de Babbage de sua máquina diferencial no capítulo sobre milagres constitui o primeiro modelo de simulação evolutiva. Babbage afirmava que a máquina poderia ser programada para gerar uma série de números conforme uma lei, e, em um ponto predefinido, essa lei poderia ser substituída por outra, levando a uma descontinuidade aparente que, na verdade, seria pré-programada. Isso contrariava o argumento comum de que descontinuidades no registro geológico seriam prova de intervenção divina. Argumentos de teologia natural que tentavam reconciliar ciência e religião dessa forma eram comuns até os trabalhos de Darwin sobre a evolução.